# 貴船神社 (可児市兼山)
貴船神社（きふねじんじゃ）は、岐阜県可児市兼山にある神社である。社格は旧郷社。兼山の氏神であり、森氏ゆかりの神社である。
例祭を「兼山祭」といい、子供神輿と武者行列が行われる。

## 祭神
- 水波能売神

## 由緒
大治2年（1127年）、土岐氏が、京都の貴船神社から分祀したのが始まりというが、一説に、紀州高野山成就院の末寺清立寺（在所不明）の鎮守として創建されたともいう。以後土岐氏、森氏により保護される。一時衰退したが、元亀3年（1572年）に金山城城主森長一が拝殿等を造営、慶長3年（1593年）に同忠政による社頭その他の造営あって再興された。
明治5年（1872年）郷社に列した。

## 神事
兼山祭
毎年10月第3日曜日に行われる例祭。天和元年（1681年）から始まったと伝えられる。かつては神馬や山車、からくり人形が行われていたが、平成元年（1989年）より子供神輿と武者行列を中心とした祭りとなっている。武者行列は、兼山にゆかりのある斎藤正義を先頭に、森蘭丸、坊丸、力丸などに扮した約60名からなる。

## 文化財
可児市指定重要文化財（有形文化財）
- 木造狛犬（彫刻）（平成17年（2005年）9月27日指定）
- 蛙又（彫刻）（平成17年9月27日指定）
- 棟札（歴史資料）（平成17年9月27日指定）
- 扁額（歴史資料）（平成17年9月27日指定）

可児市指定有形民俗文化財
- 兼山貴船神社の山車（平成17年9月27日指定）

可児市指定天然記念物
- 兼山貴船神社のカヤ（平成17年9月27日指定）

## 交通機関
- YAOバス「下渡橋」バス停下車。